# Unnau
Unnau est une municipalité de la Verbandsgemeinde de Bad Marienberg, dans l'arrondissement de Westerwald, en Rhénanie-Palatinat, dans l'ouest de l'Allemagne.